# Sedum heckelii
Sedum heckelii är en fetbladsväxtart som beskrevs av R.-hamet. Sedum heckelii ingår i Fetknoppssläktet som ingår i familjen fetbladsväxter. Inga underarter finns listade i Catalogue of Life.